# ناوند
ناوند یک روستا در ایران است که در دهستان زرج‌آباد واقع شده‌است. ناوند ۱۰۹ نفر جمعیت دارد.